# Virgin Mary (canción)
«Virgin Mary» (en español: «Virgen María») es un sencillo de la cantante Donna Summer lanzado exclusivamente en los Países Bajos en 1975. La canción no alcanzó posición en las listas.
El lado B del sencillo corresponde a la canción "Pandora's Box", escrita por Bellotte y Moroder y perteneciente al álbum Love to Love You Baby. El mismo año fue lanzado internacionalmente el sencillo del mismo nombre, el cual alcanzó el top 10 en varios países, entre ellos los Estados Unidos.

## Curiosidades
- La discográfica registró erróneamente la duración de cada canción. Para "Virgin Mary" indicó una duración de 4:02, siendo en realidad 4:59, mientras que para "Pandora's Box" indicó 3:14, siendo en realidad 3:08.
- La versión original de "Pandora's Box" en el álbum Love to Love You Baby tiene una duración de 4:56

## Sencillos
- NL 7" sencillo (1975) Groovy GR 1215[1]

1. «Virgin Mary» - 4:59
2. Pandora's Box - 3:08